# Kebra Nagast
Ne doit pas être confondu avec Kebra.
Le Kebra Nagast (ክብረ ነገሥት, « Gloire des rois » en ge'ez) est un récit épique du début XIVe siècle, rédigé en ge'ez et qui rassemble des légendes populaires éthiopiennes, des traditions bibliques, talmudiques et coraniques, les associant en une mission divine de salut. Il relate notamment la rencontre entre la reine Makeda de Saba et le roi d'Israël, Salomon, et les aventures du fils qui naît de leur union, Ménélik, qui emporte l'Arche d'alliance jusqu'en Éthiopie. Ce mythe fondateur de l'Abyssinie médiévale a largement inspiré le mouvement rastafari.

## Résumé
Le sujet central est la rencontre entre la reine Makeda de Saba et le roi d'Israël, Salomon ; de cette union naît un fils, Ménélik, qui aurait emporté avec lui l'Arche d'alliance du Temple de Jérusalem vers l'Éthiopie.
Le texte se découpent en 7 grandes parties que sont :  
- Le fondement de la religion d’Israël avec ses patriarches
- La reine de Saba
- Le roi Ménélik I.
- L’Arche de l’Alliance.
- Le déclin du royaume de Salomon
- Le développement du royaume de Saba
- Les prophéties[3].

« L’originalité du Kebra Nagast est sans doute celle de raconter la gloire des rois sans se soucier des critères importants pour un historien occidental. Son but n’est pas de faire connaître la gloire d’un roi en particulier mais de montrer l’identité d’une communauté glorieuse et pleine d’espérance. En insérant ainsi une histoire populaire séculière dans un document qui serait sacré, le compilateur Isaac historicise et politise la religion en élevant le sens populaire de l’identité à un niveau spirituel et moral. ».

## Contexte de composition
Compilée par des scribes tigréens, cette épopée s'inspire de l'Ancien Testament, du Coran, de certains passages talmudiques et de divers textes deutérocanoniques.

## Éditions et traductions
La première édition critique du texte ge'ez, faite à partir de cinq manuscrits, et la première traduction en langue européenne est due à Carl Bezold, en 1905. Cela reste à ce jour la seule édition critique, sur laquelle se basent toutes les traductions ultérieures.
C'est en 1922 que  Sir E.A. Budge, ancien conservateur des antiquités assyriennes et égyptiennes au British Museum, a édité la première traduction en anglais.
- Robert Beylot, La Gloire des rois ou l'histoire de Salomon et de la reine de Saba, Brepols, 2008, 491 p. — apocryphes, collection de poche de l'AELAC 12
- (de) Carl Bezold, Kebra Nagast, Die Herrlichkeit des Könige : nach den Handschriften in Berlin, London, Oxford und Paris, Munich, 1905
- Gérard Colin, La gloire des rois (Kebra Nagast). Épopée nationale de l’Éthiopie, Genève, Patrick Cramer, coll. « Cahiers d’orientalisme » (no 23), 2002, 117 p.
- (en) Gerald Husman (ill. Ziggy Marley), The Kebra Nagast: the book of rastafarian wisdom & faith from Ethiopia & Jamaica
- Samuel Malher, Kebra Nagast, La gloire des rois d'Éthiopie, Paris, Boutique des Artistes, 2007 — 2e éd. J-M Bel - Reine de Saba, 2015, 170 p.
- (it) Osvaldo Raineri (miniature di Yohannes Tesemma, presentate da Renata Riva), La gloria dei re. Salomone e la regina di Saba nell'epopea etiopica tra testo e pittura, traduzione dal testo etiopico (ge'ez), Rome, Fondazione Benedetta Riva, 2008, 225 p.
- (en) E. A. Wallis Budge, The Queen of Sheba and her only son Menelik, Londres, 1932